# Moissey
Pour les articles ayant des titres homophones, voir Moisset.
Moissey est une commune française située dans le département du Jura, dans la région culturelle et historique de Franche-Comté et la région administrative Bourgogne-Franche-Comté. 
Ses habitants se nomment les Moisseyais et Moisseyaises ou Moissoteys.

## Géographie
L'agglomération de Moissey est blottie entre deux massifs : le Mont Guérin au Nord et la Forêt de la Serre au Sud.

### Climat
Pour des articles plus généraux, voir Climat de la Bourgogne-Franche-Comté et Climat du département du Jura.
En 2010, le climat de la commune est de type climat des marges montargnardes, selon une étude du Centre national de la recherche scientifique s'appuyant sur une série de données couvrant la période 1971-2000. En 2020, Météo-France publie une typologie des climats de la France métropolitaine dans laquelle la commune est exposée à un climat semi-continental et est dans une zone de transition entre les régions climatiques « Bourgogne, vallée de la Saône » et « Jura ». 
Pour la période 1971-2000, la température annuelle moyenne est de 10,7 °C, avec une amplitude thermique annuelle de 17,8 °C. Le cumul annuel moyen de précipitations est de 983 mm, avec 12,9 jours de précipitations en janvier et 8,4 jours en juillet. Pour la période 1991-2020, la température moyenne annuelle observée sur la station météorologique de Météo-France la plus proche, « Dole », sur la commune de Dole à 12 km à vol d'oiseau, est de 11,6 °C et le cumul annuel moyen de précipitations est de 1 023,0 mm. 
La température maximale relevée sur cette station est de 40 °C, atteinte le 31 juillet 2020 ; la température minimale est de −24 °C, atteinte le 10 janvier 1985,,. 
Les paramètres climatiques de la commune ont été estimés pour le milieu du siècle (2041-2070) selon différents scénarios d'émission de gaz à effet de serre à partir des nouvelles projections climatiques de référence DRIAS-2020. Ils sont consultables sur un site dédié publié par Météo-France en novembre 2022.

## Urbanisme

### Typologie
Au 1er janvier 2024, Moissey est catégorisée commune rurale à habitat dispersé, selon la nouvelle grille communale de densité à sept niveaux définie par l'Insee en 2022.
Elle est située hors unité urbaine. Par ailleurs la commune fait partie de l'aire d'attraction de Dole, dont elle est une commune de la couronne,. Cette aire, qui regroupe 87 communes, est catégorisée dans les aires de 50 000 à moins de 200 000 habitants,.

### Occupation des sols
L'occupation des sols de la commune, telle qu'elle ressort de la base de données européenne d’occupation biophysique des sols Corine Land Cover (CLC), est marquée par l'importance des forêts et milieux semi-naturels (62,5 % en 2018), une proportion sensiblement équivalente à celle de 1990 (62,6 %). La répartition détaillée en 2018 est la suivante : 
forêts (62,5 %), prairies (14,7 %), terres arables (13,9 %), zones urbanisées (3,8 %), zones agricoles hétérogènes (2,6 %), mines, décharges et chantiers (2,5 %). L'évolution de l’occupation des sols de la commune et de ses infrastructures peut être observée sur les différentes représentations cartographiques du territoire : la carte de Cassini (XVIIIe siècle), la carte d'état-major (1820-1866) et les cartes ou photos aériennes de l'IGN pour la période actuelle (1950 à aujourd'hui).

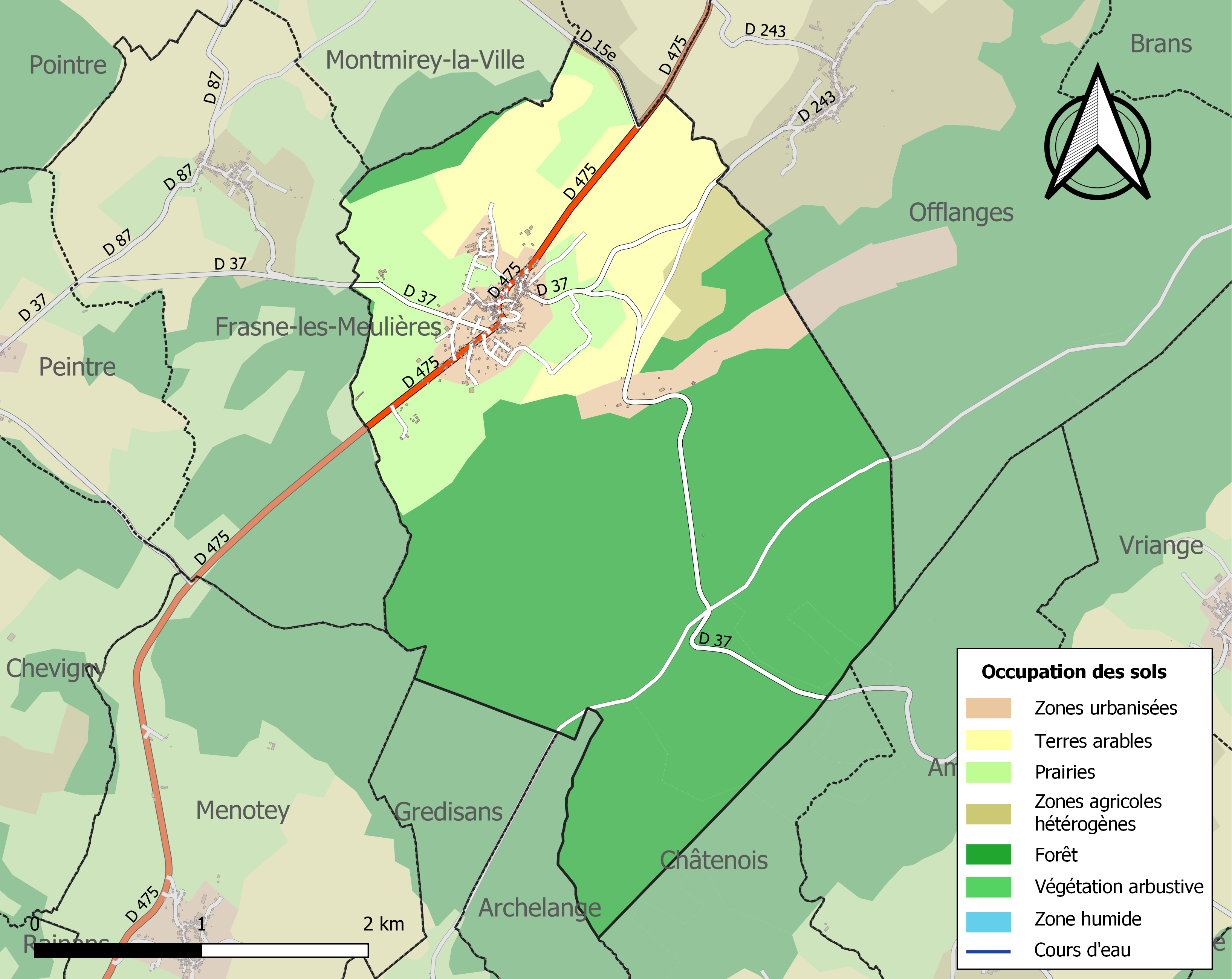
Carte des infrastructures et de l'occupation des sols de la commune en 2018 (CLC).

## Histoire
Au pied du mont Guérin, classé comme enceinte néolithique, le territoire de Moissey a certainement hébergé diverses peuplades et tribus depuis les temps les plus reculés. Jusqu'en 1666, le fief de Moissey dépendait de la prévôté de Montmirey le Château dont le seigneur principal était le comte de Bourgogne. Dès le XIIe siècle ce fief fut possédé par une famille noble qui prit le nom du village. Il fallut la mésentente de Jean de Moissey et de son frère Philippe pour que, le 11 mars 1337, une charte de franchise et de libertés fut accordée aux habitants. À partir du XVe siècle cette petite seigneurie passa sous l'autorité de divers gestionnaires : Philippe de Silley, Claude de Chassey , Louis et Jean Renard, Hugues Marmier et Claude-François de Moréal. En 1666, ce dernier reçut la haute justice de Moissey du roi d'Espagne, en échange d'un moulin. Le marquis de Chappuis-Rosières fut le dernier seigneur haut-justicier. Source : Pays Dolois

## Héraldique
|  | Les armes de la commune se blasonnent ainsi : D'azur à la licorne saillante d'argent posée sur une montagne du même mouvant de la pointe. |

## Activités, Associations
AS Moissey (Foot)
Foyer rural (Judo)
Club Pétanque
Randonnée

## Politique
| Période | Période  | Identité          | Étiquette     | Qualité |
| ------- | -------- | ----------------- | ------------- | --- |
| 1945    | 1952     | André Ardin       |               | |
| 1953    | 1965     | Maurice Besson    |               | |
| 1965    | 1979     | Léon Désandes     |               | |
| 1979    | 2001     | Bernard Chauvin   | apparenté UDF | Conseiller général (1992-2004) |
| 2001    | 2014     | Michel Delhay     |               | |
| 2014    | En cours | Dominique Troncin | DVG-PS        | Employé Président de la Communauté de communes Nord-Ouest Jura Ancien conseiller général du Canton de Montmirey-le-Château (2004-2015) |

## Démographie
L'évolution du nombre d'habitants est connue à travers les recensements de la population effectués dans la commune depuis 1793. Pour les communes de moins de 10 000 habitants, une enquête de recensement portant sur toute la population est réalisée tous les cinq ans, les populations de référence des années intermédiaires étant quant à elles estimées par interpolation ou extrapolation. Pour la commune, le premier recensement exhaustif entrant dans le cadre du nouveau dispositif a été réalisé en 2005.

En 2022, la commune comptait 565 habitants, en évolution de +1,44 % par rapport à 2016 (Jura : −0,81 %, France hors Mayotte : +2,11 %).
| 1793 | 1800 | 1806 | 1821 | 1831 | 1836 | 1841 | 1846 | 1851 |
| ---- | ---- | ---- | ---- | ---- | ---- | ---- | ---- | ---- |
| 849  | 888  | 888  | 885  | 897  | 956  | 968  | 947  | 894  |

| 1856 | 1861 | 1866 | 1872 | 1876 | 1881 | 1886 | 1891 | 1896 |
| ---- | ---- | ---- | ---- | ---- | ---- | ---- | ---- | ---- |
| 805  | 834  | 832  | 803  | 816  | 776  | 777  | 670  | 620  |

| 1901 | 1906 | 1911 | 1921 | 1926 | 1931 | 1936 | 1946 | 1954 |
| ---- | ---- | ---- | ---- | ---- | ---- | ---- | ---- | ---- |
| 602  | 564  | 516  | 430  | 362  | 395  | 398  | 409  | 363  |

| 1962 | 1968 | 1975 | 1982 | 1990 | 1999 | 2005 | 2006 | 2010 |
| ---- | ---- | ---- | ---- | ---- | ---- | ---- | ---- | ---- |
| 367  | 340  | 346  | 381  | 426  | 527  | 549  | 559  | 570  |

| 2015 | 2020 | 2022 | - | - | - | - | - | - |
| ---- | ---- | ---- | - | - | - | - | - | - |
| 556  | 569  | 565  | - | - | - | - | - | - |

## Économie
Le village bénéficie de nombreux commerces : un bureau de poste, une boulangerie, un restaurant, un salons de coiffure, une pharmacie... On y trouve également une école primaire et une gendarmerie. Un ferme proche produit du Comté bio qu'elle vend à la coopérative fromagère de Chevigny. La ferme se trouve à la sortie du village le long de la route d'Auxonne.

## Lieux et monuments

### Patrimoine religieux
- Croix Boyon (XVIe s), croix pattée sise Chemin de l'Ancienne Poste, inscrite MH depuis 1989[24];
- Croix de cimetière (XVIIe s), au cimetière, Rue de la Serre, classée MH depuis 1907[25];
- Croix pattée (siècle ?), Rue de l'École;
- Oratoire du Dieu-de-Pitié (XVIIe s), Rue du Dieu-de-Pitié, inscrit MH depuis 1989[26];
- Église Saint-Gengulphe (XVIIe s ?), à l'angle des rues Haute et de l'École;
- Oratoire (XIXe s ?), Rue des Prés d'Amont.

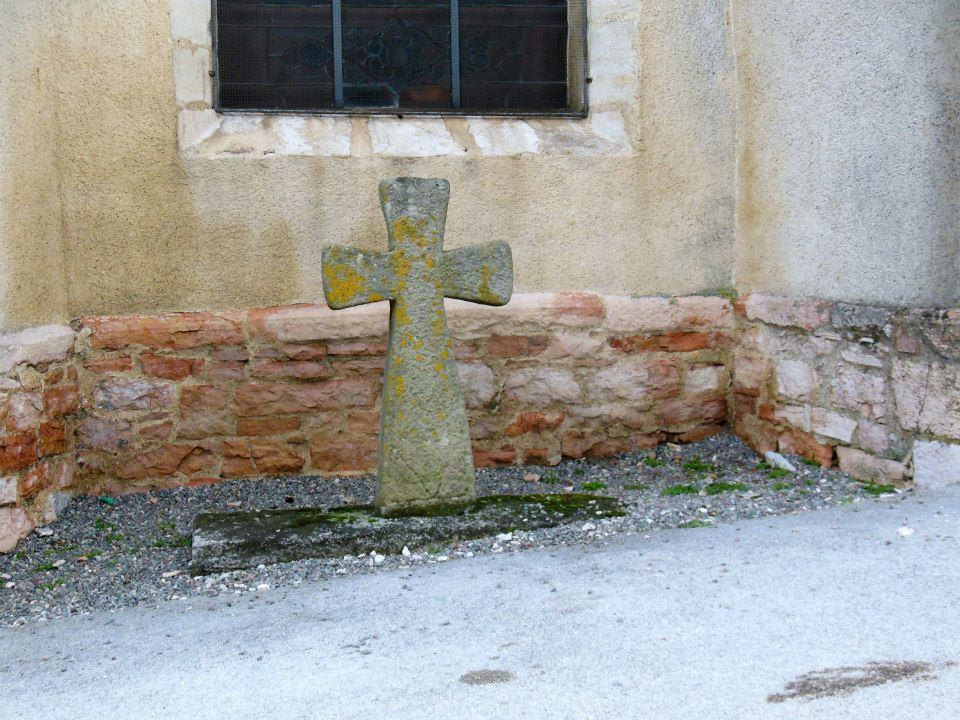
Croix pattée
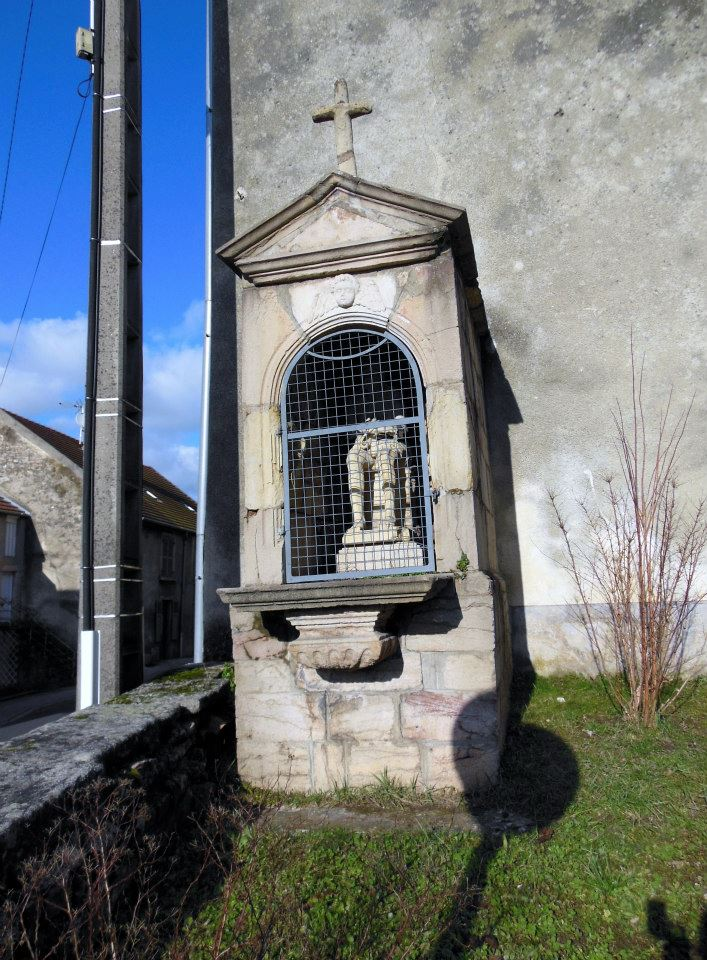
Oratoire du Dieu-de-Pitié
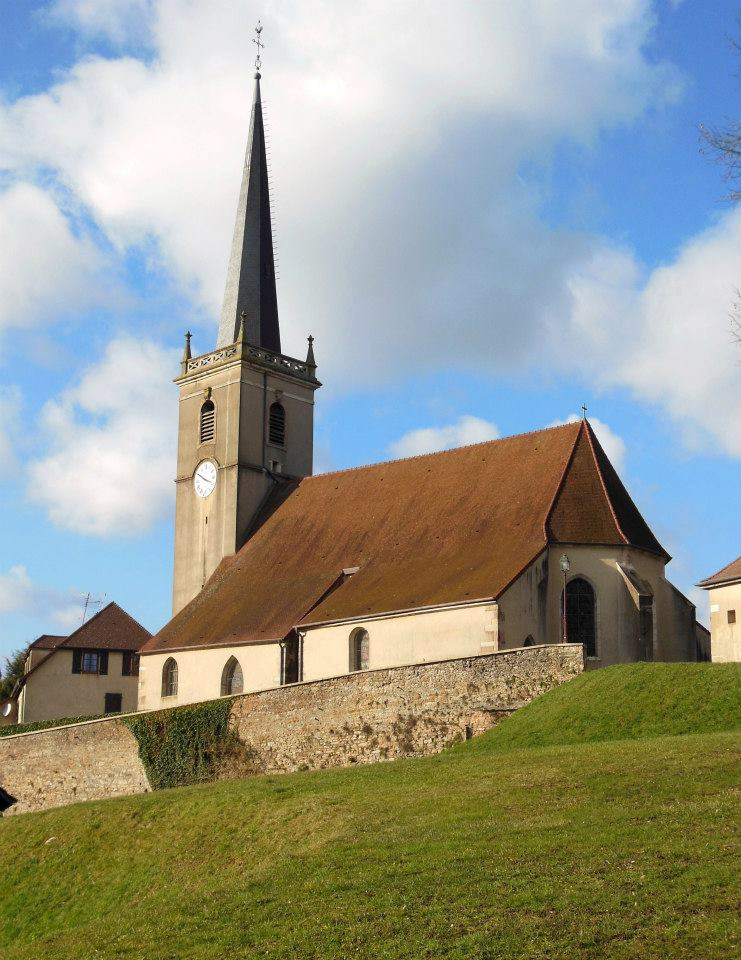
Église Saint-Gengulphe
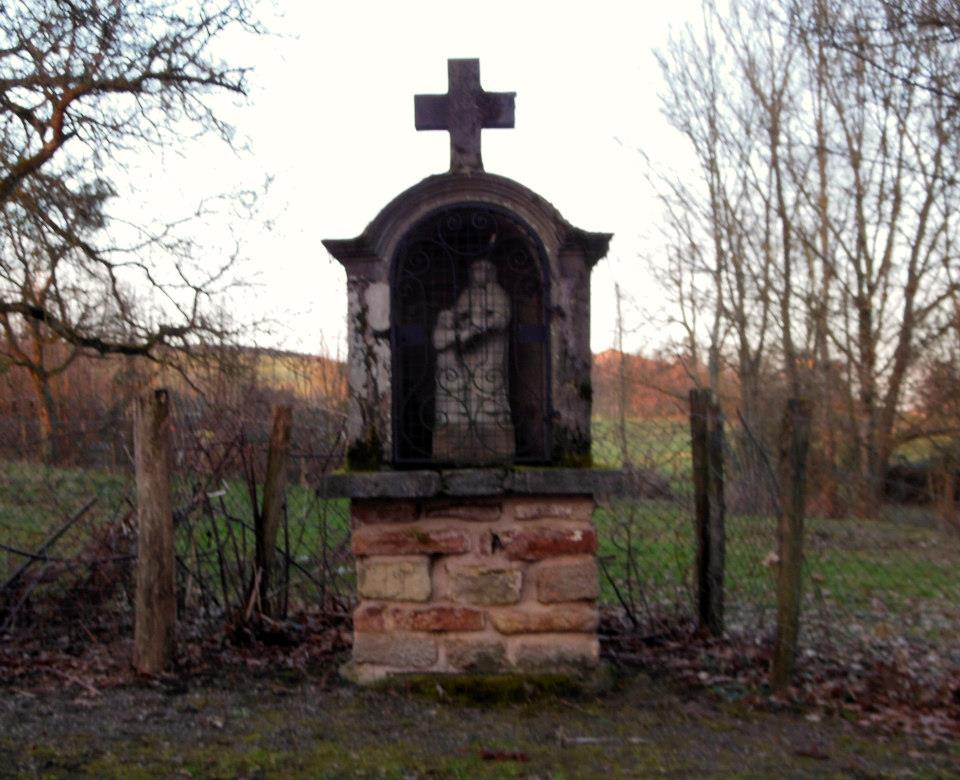
Oratoire des Prés d'Amont

### Patrimoine civil
- Château (XVIe-XVIIe s), Place de la Fontaine, inscrit MH depuis 1985[27];
- Lavoir-fontaine (XVIIIe s), Place de la Fontaine, classé MH depuis 1942[28];
- Fontaine (XIXe s), Rue des Prés d'Amont;
- Mairie (XIXe s), Place de la Mairie;
- Tuilerie (ancienne) (XIXe s), aujourd'hui maison, au lieu-dit "Châteauneuf", inscrite à l'IGPC depuis 1988[29];
- Carrières (XXe s), au lieu-dit "Bois de la Serre", inscrite à l'IGPC depuis 1988[30];
- Monument aux morts (XXe s), Place de la Mairie.

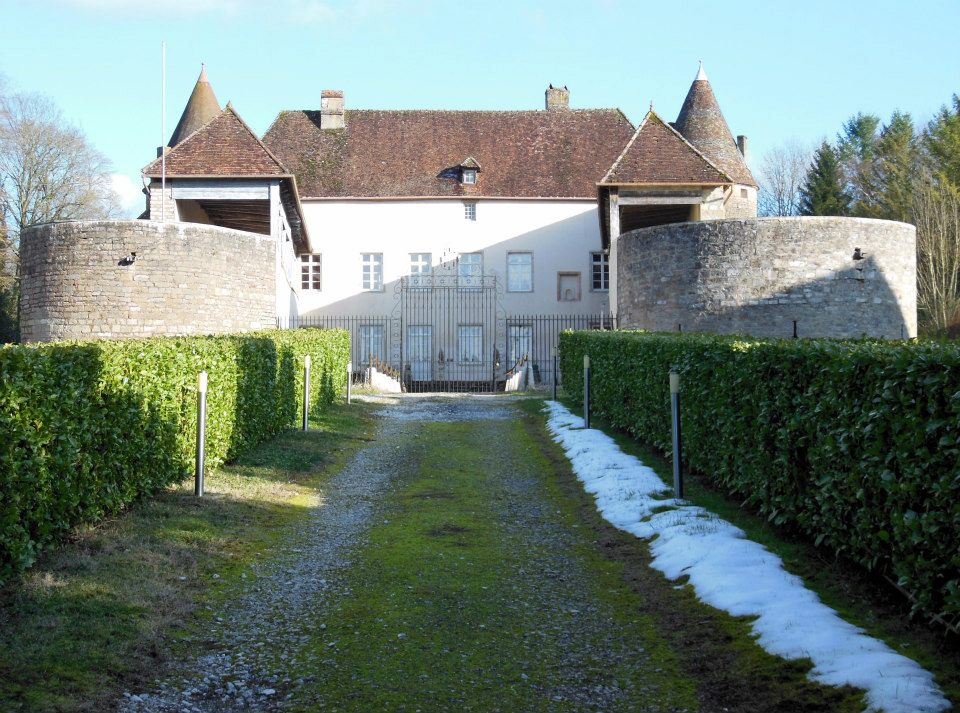
Château
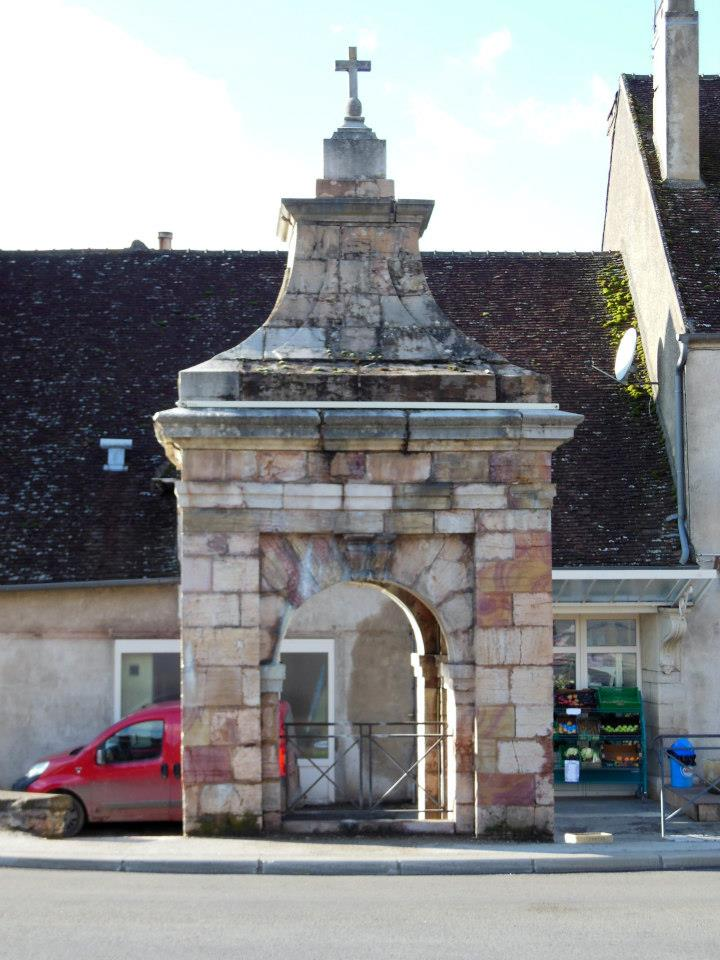
Fontaine de la Place
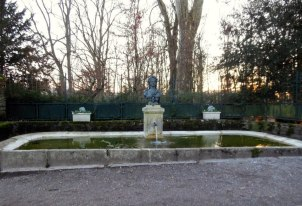
Fontaine des Prés d'Amont
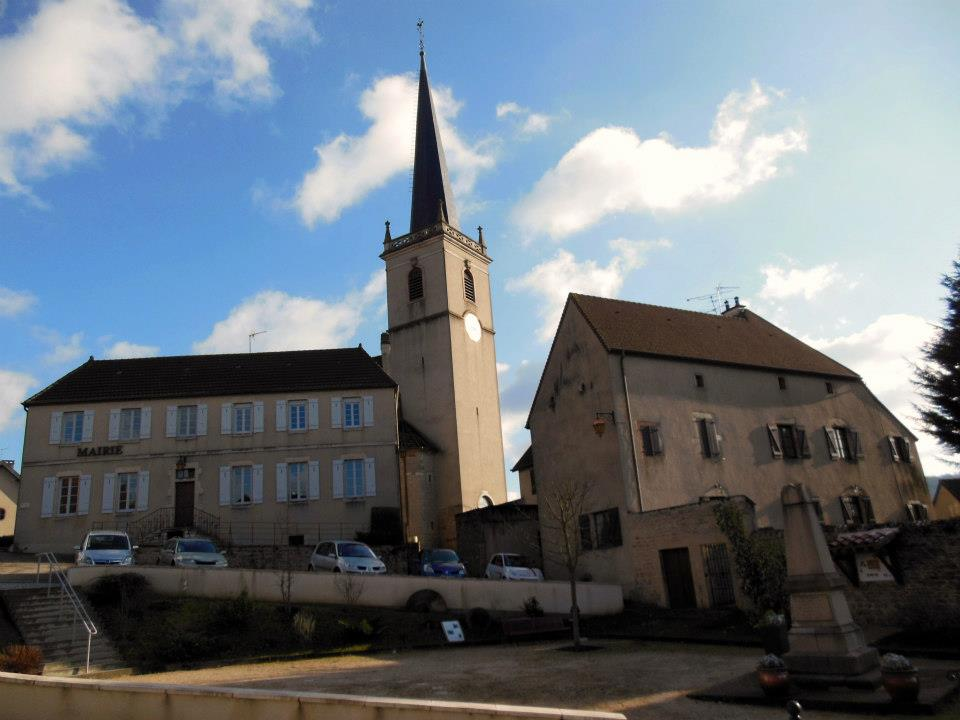
Place de la Mairie

### Patrimoine naturel
- Massif de la Serre;
- Source et grottes, sur le site de l'Ermitage, sur la route d'Amange.

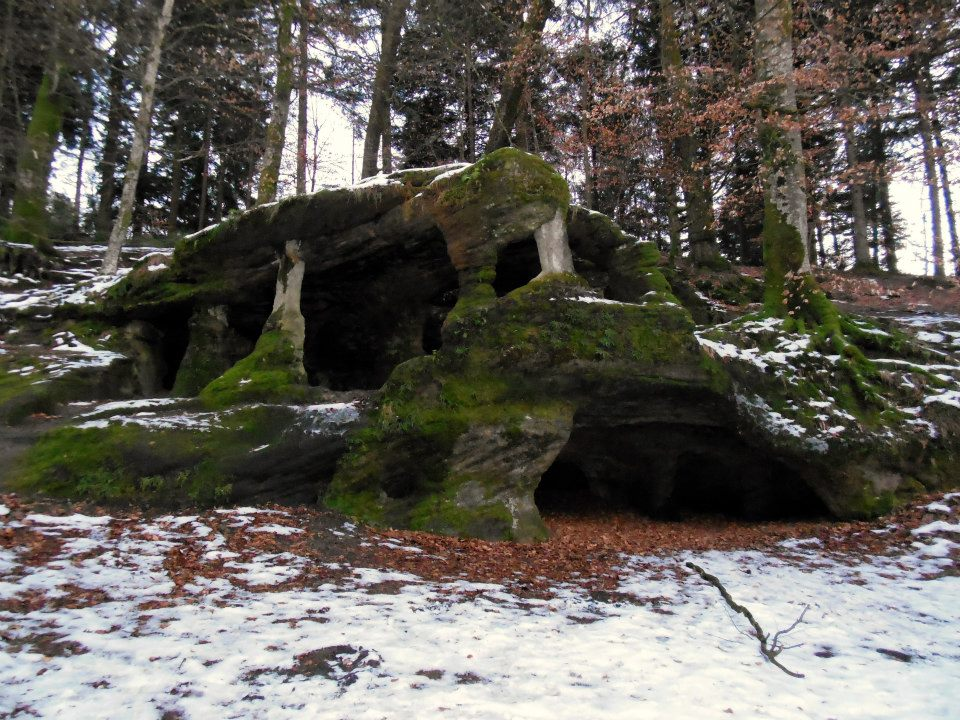
Grottes de l'Ermitage
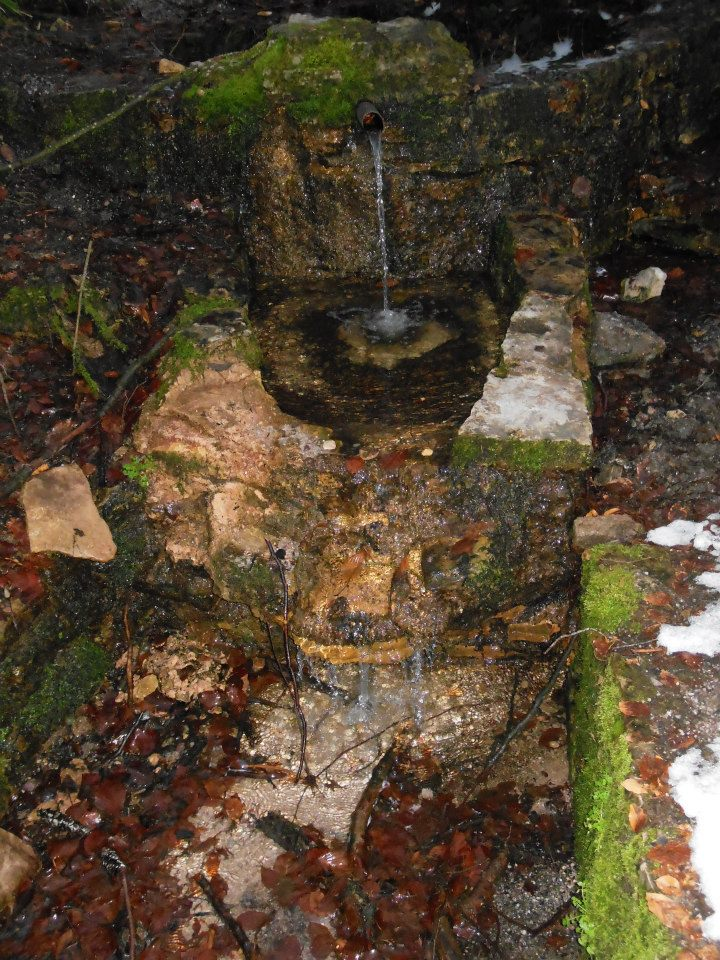
Source de l'Ermitage

## Personnalités liées à la commune
- Hugues Marmier (v1475-1553) Homme politique comtois, seigneur de Moissey et propriétaire du château